# Staročeský pasionál
Staročeský neboli český pasionál je soubor textů. Vznikl úpravou Zlaté legendy Jacoba de Voragine s využitím dalších pramenů kolem poloviny 14. století. Sepsal jej v češtině neznámý český dominikán na výzvu Jana ze Středy jako dar pro Karla IV. Oproti své předloze obsahuje také životopisy sv. Cyrila, sv. Metoděje, sv. Ludmily, sv. Václava, sv. Vojtěcha, sv. Prokopa a dalších českých světců, ale také sv. Barbory. Jeho originál se nezachoval; dochované exempláře se podle obsahu dělí do tří hlavních vývojových větví označovaných α, β a γ, jimž odpovídají tři hlavní dochované manuskripty – dva jsou uloženy v Knihovně Národního muzea (A zvaný též „Gebauerův“ nebo „muzejní“ pochází ze třetí čtvrtiny 14. století, B byl dokončen v roce 1379) a třetí v Národní knihovně České republiky (C zvaný též „klementinský“, dokončený roku 1395). Koncem 15. století vyšlo dílo dvakrát tiskem jako prvotisk, a to poprvé v roce 1479 a podruhé roku 1495 s dodatky pro utrakvisty, které pojednávaly o Janu Husovi a Jeronýmu Pražském (jeden z dodatků byl opsán do tzv. Jenského kodexu).
Faksimile prvotisku staročeského pasionálu vydal pod názvem Pasionál všech svatých (1495) roku 1926  Zdeněk Václav Tobolka, údajně v 50 výtiscích. Protože Tobolkova doprovodná studie nese název Kališnický Pasionál z roku 1495 , používá se občas pro pozdější vývojovou fázi Staročeského pasionálu, doplněnou o utrakvistické dodatky, také tento název.